# بلیزنتس
بلیزنتس (انگلیسی: Bliznets) یک کوه آتشفشانی در شبه‌جزیره کامچاتکای کشور روسیه است.